# Морчіано-ді-Леука
Морчіано-ді-Леука (італ. Morciano di Leuca, сиц. Murcianu) — муніципалітет в Італії, у регіоні Апулія, провінція Лечче.
Морчіано-ді-Леука розташоване на відстані близько 540 км на південний схід від Рима, 190 км на південний схід від Барі, 60 км на південь від Лечче.
Населення — 3380 осіб (2014).

## Демографія
Населення за роками:

Станом на 1 січня 2023 року в муніципалітеті офіційно проживали 83 іноземці з 21 країни, серед них 37 громадян країн Євросоюзу та 1 громадянин України.

## Сусідні муніципалітети
- Алессано
- Кастриньяно-дель-Капо
- Пату
- Сальве